# 萊因哈特 (路易斯安那州)
萊因哈特（英語：Rhinehart）是位於美國路易斯安那州卡塔胡拉堂區和拉薩爾堂區的一個非建制地區。

## 地理
萊因哈特所處的海拔為高於海平面19米（即62英呎），而該地所採用的時區為UTC-6，即北美中部時區（CST）。同時該地設有夏令時間，為UTC-6調快一小時，即UTC-5（CDT）。